# Idaea ptyonopoda
Idaea ptyonopoda là một loài bướm đêm trong họ Geometridae.